# Elmar Hillebrand

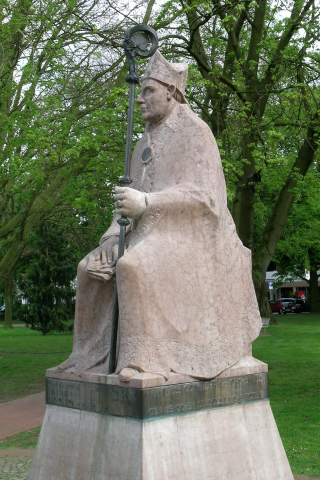
Staty av kardinal Galen.

Elmar Hillebrand, född 12 oktober 1925 i Köln, död 8 januari 2016 i Köln, var en tysk skulptör.
Hillebrand har utfört en rad offentliga arbeten, både sakrala och profana.